# Kost

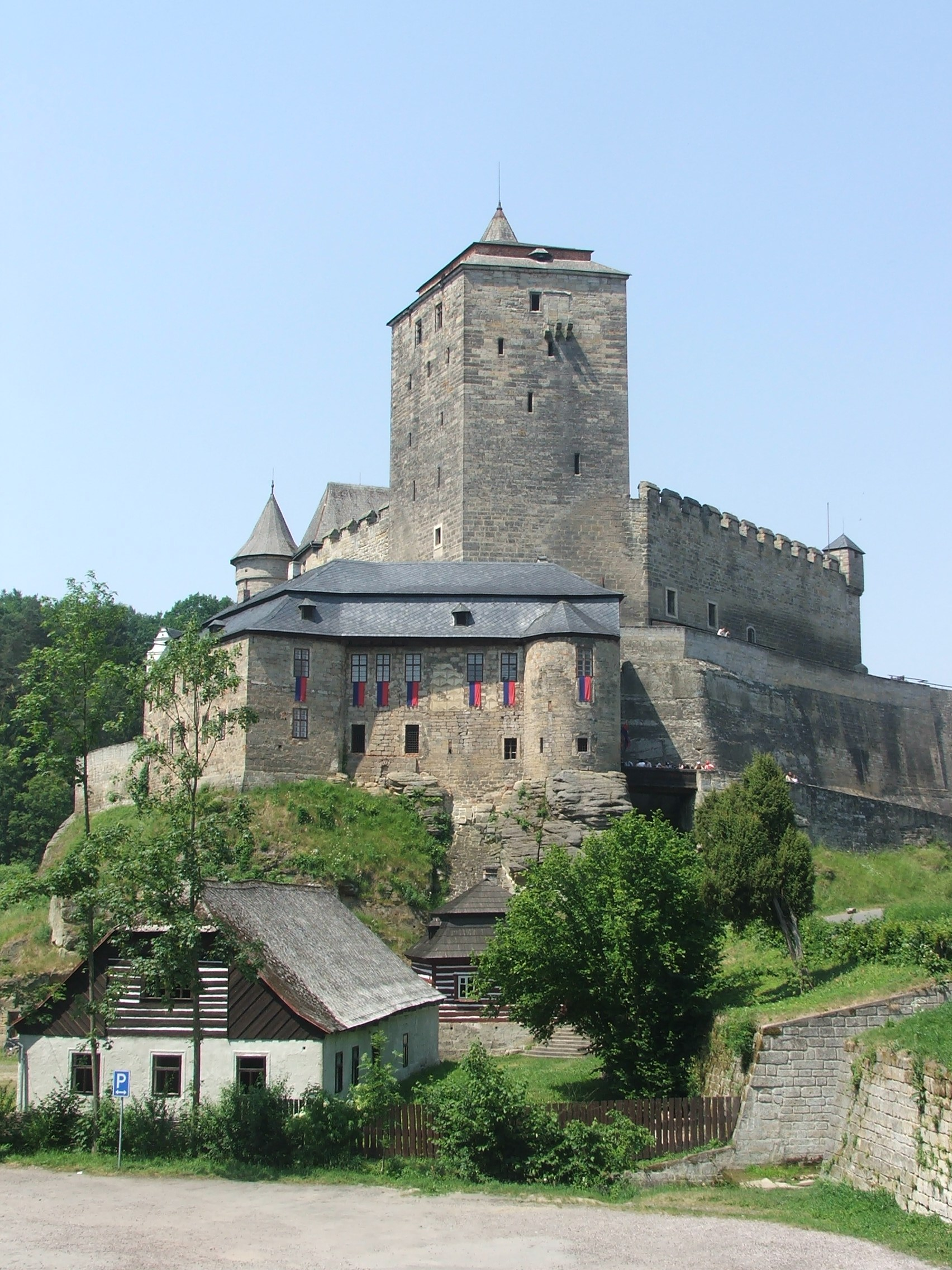
Castillo Kost

Kost es un castillo de la República Checa que se encuentra en el norte de país, en la zona llamada Český ráj (“Paraíso Checo”). Se trata del castillo medieval mejor preservado de Bohemia y se dice que nunca ha sido destruido. Está situado en un valle y los enemigos no lo podían encontrar porque no lo vieron. En su alrededor, además de una naturaleza agradable, se encuentran otros castillos, palacios y ruinas, como por ejemplo Valdštejn, Valečov, Humprecht, Trosky o Hrubá skála. Su nombre lleva consigo muchas leyendas, ya que la palabra "kost" significa en checo "hueso".

## Historia
El castillo Kost es considerado uno de los castillos del estilo gótico más importantes de la República Checa. Su origen data del siglo XIV, cuando Beneš de Vartemberk mandó construir en un saliente de arenisca una pequeña fortaleza de madera. Existe una leyenda popular que al castillo le dio el nombre un general checo, Jan Žižka, cuando lo intentaba conquistar pero no lo consiguió y por eso dijo que el castillo era duro como un hueso y que los huesos pertenecen a los perros. Y con estas palabras se fue. Sin embargo, los historiadores afirman que Jan Žižka nunca quiso conquistar Kost, una fortaleza que se encuentra en una cuenca, sino que su objetivo desde el principio fue otro castillo, que era más inmenso – Trosky. Además, el conde Beneš, fundador de la fortaleza Kost, inscribió en el documento de fundación su nombre con un apodo en latín Benesius di Costi, y probablemente, por culpa de la pronunciación checa (la c se pronuncia como k), se convirtió en Beneš z Kosti (Beneš del Hueso). 
Después de la muerte de Beneš, su hijo Petr, que trabajaba en la corte del rey Checo Carlos IV., heredó el castillo. Gracias a su posición laboral bien pagada, le facilitó hacer unas construcciones y convirtió la fortaleza de madera en un castillo de piedra. Este aspecto visual se ha conservado hasta hoy.
Durante el siglo XV el castillo pertenecía a la familia Zajíc. Después hubo una época de varios propietarios (Jan de Biberštejn, Cristóbal de Lobkovice o Albrecht von Waldstein). Además, uno de ellos fue la dinastía Černín, que en el siglo XVIII compró el castillo, después de haber sidoquemado, y lo transformaron en un centro de administración del todo el señorío. Al final, tuvieron que venderlo a causa de las deudas y del poco tiempo que disponían para cuidarlo. Nuevamente, hubo otra época de diferentes propietarios, a menudo causada por la escasez de dinero o de un heredero. Lo compró el barón Kazimír Netolický y al final lo obtuvo Ana Marie dal Borgo Netolická, que se casó con Norbert Kinský, cuyos descendientes poseen el castillo hoy. Durante la época del Comunismo en la República Checa, el gobierno se apoderó del castillo. Después, la propiedad se le restituyó a Norbert Kinský en 1992.

## La visita del castillo
El castillo Kost ofrece una gran variedad de rutas diferentes. Se puede elegir una o hacer una combinación apropiada para cualquier persona. 
I. La dinastía Kinský (50-60 minutos)
II.  Cámara de tortura medieval (50-60 minutos)
III. La ruta I. + II.
IV. Visita del exterior del castillo – ruta abreviada (30 minutos)
V.  De un cuento a otro cuento – incluye un juego para los niños